# Carmelo Del Noce
Carmelo Del Noce (Palermo, 6 agosto 1932 – Palermo, 17 aprile 2012) è stato un allenatore di calcio e calciatore italiano.
Ha legato la carriera principalmente alla Sicilia, sia da giocatore, che da allenatore. Era soprannominato il Maestro.

## Carriera

### Giocatore
Dopo aver fatto tutta la trafila nelle giovanili del Palermo, gioca sempre in Sicilia eccezion fatta per il periodo in prestito alla Cavese, la prima esperienza da professionista.

### Allenatore
Ritiratosi dall'attività agonistica, ha cominciato ad allenare la sua ultima squadra da calciatore, la Termitana di Termini Imerese, conquistando una storica promozione in Serie D.
Nella stessa categoria allenò, nell'ordine, l'Akragas, il Ragusa e il Mazara; in Serie C2 il Vittoria e sempre in C2 anche il Marsala.
A Palermo guidò la seconda squadra della città, ottenendo prima la promozione in Serie D e sfiorando in seguito la storica promozione in Serie C nel 1970-1971 quando la squadra dei Cantieri Navali e il Siracusa chiusero entrambe il campionato al primo posto e dopo due incontri in campo neutro, terminati dopo i tempi supplementari rispettivamente 0-0 allo stadio Giovanni Celeste di Messina e 1-1 all'Arturo Collana di Napoli, la vittoria fu assegnata al Siracusa in seguito al lancio di una moneta.
Nella stagione 1982-1983 viene chiamato dal presidente del Palermo Roberto Parisi divenendo il vice allenatore di Antonio Renna in Serie B. Prende il comando della squadra dalla 22ª alla 26ª giornata ottenendo due vittorie, un pareggio e due sconfitte, quindi dalla 27ª giornata gli subentra ancora Renna. La squadra a fine stagione otterrà la salvezza.